# Gnathostomula raji
Gnathostomula raji är en djurart som tillhör fylumet käkmaskar, och som beskrevs av Wolfgang Sterrer 1991. Gnathostomula raji ingår i släktet Gnathostomula och familjen Gnathostomulidae. Inga underarter finns listade i Catalogue of Life.